# Notebook
Notebook betyder egentligen "anteckningsbok" på engelska. Ordet används numera också för en liten bärbar PC.
A4-dator är ett uttryck som ibland används för bärbara datorer av notebook-typ. Uttrycket kommer sig av att de inte är större än en A4-sida.